# HMS Temeraire (1798)
La HMS Temeraire, seconda nave da guerra della Royal Navy britannica a portare questo nome, dopo un vascello francese da 74 cannoni catturato nella battaglia di Lagos, è stata un vascello di seconda classe da 98 cannoni. Costruita nei cantieri di Chatham, venne impostata nel luglio 1793 e varata l'11 settembre 1798.

## Servizio
Prima della firma del Trattato di Amiens, nel 1802 la marina britannica aveva sperimentato un periodo di calma, durante il quale molti marinai speravano di ottenere un periodo di riposo a terra. La Temeraire invece, nel novembre 1801, venne inviata nelle Indie occidentali al comando dell'Ammiraglio Campbell per tenere sotto controllo gli interessi francesi nella regione, vista la diffusa convinzione che un'importante forza francese si stesse dirigendo nella zona, per sfruttare le ricchezze delle colonie che stavano per passare di mano con la firma del trattato.
Molti dei marinai accolsero con rabbia l'idea di una nuova missione, iniziando un ammutinamento che durò dal primo all'11 dicembre. Il 6 gennaio 1802, i 14 uomini sospettati di aver guidato la rivolta vennero processati, condannati e impiccati.
Nella battaglia di Trafalgar, al comando di Eliab Harvey, la Temeraire fu la seconda nave della linea di fila guidata dalla Victory. Molti degli ufficiali di Nelson, preoccupati per la sua sicurezza, suggerirono che fosse la Temeraire ad aprire lo schieramento britannico, lasciando l'ammiraglia in seconda posizione. Dopo un iniziale consenso, Nelson cambiò idea, decidendo che sarebbe stata la sua nave a guidare la flotta. Nella battaglia l'unità rimase gravemente danneggiata, avendo combattuto in aiuto della Victory contro la Redoutable e catturando la Fougueux.
Dal dicembre 1813 venne utilizzata come nave prigione, poi come luogo di smistamento per le nuove reclute della marina dal giugno 1820 fino al 1836, quando tornò brevemente in servizio attivo. Venne quindi venduta il 16 agosto 1838 per essere demolita presso la Beatson, a Rotherhithe. Alcune parti in legno dello scafo vennero utilizzate per l'altare e due sedili per la chiesa di St Mary, sempre a Rotherhithe.
Divenne in seguito famosa come soggetto di due dipinti di William Turner, uno che la ritraeva durante la battaglia di Trafalgar del 1805 e il secondo nel quale la nave veniva trainata verso la demolizione nel 1838.